# 38541 Rustichelli
38541 Rustichelli este un asteroid din centura principală de asteroizi.

## Descriere
38541 Rustichelli este un asteroid din centura principală de asteroizi. A fost descoperit pe 7 noiembrie 1999 la Cavezzo la Observatorul Cavezzo. Asteroidul prezintă o orbită caracterizată de o semiaxă mare de 3,14 ua, o excentricitate de 0,15 și o înclinație de 4,0° în raport cu ecliptica.